# 인코텀스
인코텀스(Incoterms, ICC rules for the use of domestic and international trade terms)는 국제상업회의소가 제정하여 국가 간의 무역거래에서 널리 쓰이고 있는 무역거래조건에 관한 해석 규칙이다. 국제상업회의소는 국제민간조직이므로, 이것은 자치적 관습입법이다.
아래 내용은 Incoterms 2010에 대한 설명이다.

종래의 공식 명칭은 〈정형거래조건의 해석에 관한 국제규칙〉(International Rules for the Interpretation of Trade Terms) 내지 〈정형거래조건의 해석에 관한 ICC 공식규칙〉(ICC Official Rules for the Interpretation of Trade Terms)이었는데, 국제상업회의소가  〈Incoterms 2010〉을 공표하면서, 그 부제(副題)로, 이를 〈국내 · 국제거래조건의 사용에 관한 ICC 규칙〉(ICC rules for the use of domestic and international trade terms)이라고 명명하고 있다. 이러한 변화는 인코텀스가 ‘국내’거래조건이기도 하다는 점을 천명하기 위함인 바, 세계 각처에서 유럽연합과 같은 자유무역지대가 등장하고 범세계적으로 관세자유지역(customes-free zone)이 확대되는 등과 같이 이제는 국제거래에서 국경의 중요성이 점차 퇴색하여 국내거래와 국제거래의 차이가 감소하고 있고, 같은 맥락에서 실무상 순수한 국내매매계약에서 흔히 인코텀스가 사용되고 있는데다가, 미국에서도 국내거래에서 종래 미국통일상법전상의 정형거래조건 대신에 인코텀스를 사용하는 경향이 증가하고 있는 점을 고려하여, 인코텀스가 국제거래는 물론 국내거래에서도 사용가능하다는 것을 강조하는 것이다.
무역거래에 가격과 책임에 있어서 구매자와 판매자간의 위험과 비용의 분기점을 제시하며, 최근의 운송관행도 반영하고 있다. 국제물품매매협약과 상응하는 부분이 많다. 1936년 처음으로 제정됐으며 매 10년마다 새로운 개정판이 발표된다. 현재 쓰고 있는 개정판은 2010년에 개정됐다.

## 역사
기존에는 국제무역의 거래조건(trade terms)에 관한 해석이 정립되지 않아 거래상의 장애와 분쟁이 다수 발생하였다. 이에 국제상공회의소는 1921년 제1회 총회에서 각국의 무역용어에 대한 정의를 수집하여 간행하였다. 그 후 1936년 이를 다시 정리하여 총 11종류의 국제적 통일초안을 성립하게 되었고, 1953년에 다시 9종의 정형거래조건을 규정하였다. 1967년 국경인도조건 및 반입조건(관세포함)을 보완 하는 무역거래조건을 반영하였고, 1976년에 이것에 항공인도조건을 제정하여 보완하였다. 1970년대 이후 복합운송의 등장에 따라 새로운 운송방식에 적합한 정형거래조건의 출현이 불가피 하여 운송인 인도조건(Free carrier)과 운임 · 보험료지급 조건(Freight or Carriage and Insurance Paid to ... )을 신설하고 종래에 내륙운송에 만 적용되던 운임지급조건을 복합 운송의 경우에도 적용되도록 수정 · 보완하였다. 1990년 전자 문서 교환 통신과 국제복합운송이 고도로 발전됨에 따라 다시 많은 내용을 수정 · 보완하였다. 인코텀스 2010에서 개정된 특징으로는 전체 조건이 기존 13개에서 11개로 축소되었다.  (DAF, DES, DEQ 및 DDU를 통합하여 DAT, DAP 및 DDP로 축소)

## F 군 - 주 운송비 미지급
FCA - Free Carrier (운송인 인도조건)
FCA 조건은 매도인의 구내 혹은 기타 지정된 장소에서 매수인에 의해 지정된 운송인 또는 기타 당사자에게 물품을 인도하는 것을 의미한다. 당사자들은 지정된 인도장소내의 지점을 가능한 한 명확히 명시하는 것이 좋으며, 그로 인해 해당 지점에서 위험이 매수인에게 이전될 수 있도록 한다.

위험의 분기점 : 인도장소가 매도인의 구내, 매수인이 제공한 운송수단상에 적재된 때 그 밖의 인도장소에는 매도인의 운송수단상에서 양화되지 않은 채 매수인의 임의처분하
비용의 분기점 : 위험의 분기점과 일치

FAS - Free Alongside Ship (선측 인도조건)
FAS는 지정된 선적항에서 매수인이 지정한 본선의 선측(예, 부두상 혹은 부선상) 물품이 적치되었을 때 인도가 완료되는 것을 의미한다. 물품의 멸실 또는 손상에 대한 위험은 물품이 선측에 적치될 때 이전하며, 매수인이 그 순간부터 모든 비용을 부담한다.당사자들은 가능한 한 명확하게 지정된 선적항의 적재지점을 기재하여 그 지점까지 비용과 위험을 매도인이 부담하게끔 하는 것이 좋으며, 이러한 비용 및 관련 취급비용은 항구의 관습에 따라 다양할 수 있다. 매도인은 선박의 선측에서 물품을 인도하거나 이미 선적을 위해 인도된 물품을 제공해야 한다.

위험의 분기점 : 매도인이 계약물품을 합의된 일자나 기간 내에 지정선적항에서 매수인이 정한 본선 선측에 두어 인도할 때(부두상, 비지선 혹은 부선내).
비용의 분기점 : 위험의 분기점과 일치함

FOB - Free on Board (본선 인도조건)
FOB는 지정된 선적항에서 매수인이 지정한 본선에 적재가 되었을 때 또는 그렇게 이미 인도된 물품을 제공하는 때 인도가 완료되는 것을 의미한다. 물품의 멸실 또는 손상에 대한 위험은 물품이 본선에 적재되었을 때 이전하며, 매수인이 그 순간부터 모든 비용을 부담한다.

위험의 분기점 : 매도인이 계약물품을 합의된 일자나 기간 내에 지정선적항에서 매수인이 정한 본선상에 물품을 인도하거나 또는 이미 인도된 물품을 조달할 때
비용의 분기점 : 위험의 분기점과 일치함

## C 군 - 주 운송비 지급
CFR - Cost and Freight (운임포함인도)
매도인은 지정된 목적지 항구까지의 운임을 부담해야 한다. 그러나, 위험부담은 물품이 매도인의 국경을 넘어갔을 때 매수인에게 넘어간다. 선적인은 지정된 목적지 항구까지의 운송과 통관절차 비용에 대한 책임이 있다. 선적인은 목적지 항구에서 최종 목적지(일반적으로 매수인의 시설)까지의 운송과 보험비용에 대한 책임이 없다. 만일 매수인이 보험료를 요구하는 경우에는 CFR대신에 CIF조건을 고려해야한다. CFR은 컨테이너에 선적되지 않은 해상 운송이나 내륙수로운송에만 쓰일 수 있으며 모든 다른 종류의 운송수단을 이용하는 경우에는 CPT를 사용해야한다.

위험의 분기점 : 매도인이 계약물품을 합의된 일자나 기간 내에 지정선적항에서 매수인이 정한 본선상에 물품을 인도하거나 또는 이미 인도된 물품을 조달할 때
비용의 분기점 : 지정 목적항

CIF - Cost, Insurance and Freight (운임, 보험료 포함인도)
매도인이 매수인을 위해 보험계약을 체결하고 보험료를 부담하는 것을 제외하고는 CFR 조건과 동일하다. 해상운송에만 적합한 거래조건이다.

위험의 분기점 :매도인이 계약물품을 합의된 일자나 기간 내에 지정선적항에서 매수인이 정한 본선상에 물품을 인도하거나 또는 이미 인도된 물품을 조달할 때
비용의 분기점 : 지정 목적항

CPT - Carriage Paid To (운송비 지급인도)
CFR과 동일하나 일반/컨테이너/복합 운송에도 적합한 거래조건이다. 매도인은 지정된 목적지까지의 운송비를 지급하지만, 위험부담은 물품이 제1 운송인에게 인도됐을 때 매수인에게 이전된다.

위험의 분기점 : 합의된 기간내에 계약된 운송인에게 인도할 때까지 물품의 멸실이나 손상에 대한 위험을 부담하는 때 (수출국내의 합의된 장소나 지점)
비용의 분기점 : 수입국내의 지정된 목적지, 물품인도시까지의 비용(수출국내) + 목적지까지 운송하는데 소요되는 비용(수입국내)

CIP - Carriage and Insurance Paid to (운송비, 보험료지급인도)
CIP 조건은 매도인이 합의된 장소(당사자 사이에 그러한 장소가 합의된 경우)에서 매도인이 지정한 운송인 또는 기타 당사자에게 물품을 인도할 때 인도가 완료되는 것을 의미하며, 매도인이 운송계약을 체결하고 지정된 목적지까지의 물품을 운송하는데 필요한 운송비용을 부담하는 것을 의미한다. 매도인은 또한 운송 중 매수인의 화물 멸실 및 손상 위험에 대해 보험부보계약을 체결해야 한다. 매수인은 CIP조건하에서 매도인은 최소담보의 보험만을 부보하도록 요구된다는 사실에 주의하여야 한다.

위험의 분기점 : 합의된 기간내에 계약된 운송인에게 인도할 때까지 물품의 멸실이나 손상에 대한 위험을 부담하는 때 (수출국내의 합의된 장소나 지점)
비용의 분기점 : 수입국내의 지정된 목적지, 물품인도시까지의 비용(수출국내) + 목적지까지 운송(수입국내) + 보험료

## E 군 - 출하지 인도조건
EXW - Ex Works (공장인도)
EXW는 매도인이 매도인의 영업소 또는 기타 지정된 장소(예를 들면, 작업장, 공장, 창고 등)에서 물품을 매수인의 임의처분상태로 놓아두었을 때 매도인이 인도하는 것을 의미한다. 매도인은 어떤 수집차량에도 적재할 의무가 없으며, 수출통관이 필요한 경우 수출통관을 이행해야 할 의무도 없다. 당사자들은 지정된 인도장소 내에 인도지점을 가능한 한 명확하게 기술하는 것이 좋으며, 이로써 해당 지점까지의 비용과 위험을 매도인이 부담하게 된다. 매수인은 지정된 인도장소 내의 합의된 지점(있는 경우)으로부터 물품을 인수하는데 수반되는 모든 비용과 위험을 부담한다.

위험의 분기점 : 지정된 인도장소에서 매수인의 수취차량에 적재되지 않은 상태로 매수인의 임의처분상태로 둘 때
비용의 분기점 : 위험의 분기점과 일치

## D 군 - 도착지 인도
이 규칙은 선택된 운송형태에 관계없이 사용 가능하며, 하나 이상의 운송방식이 사용되는 경우에도 사용될 수 있다.
DAT - Delivered At Terminal (도착터미널인도)
DAT 조건은 지정된 도착항 또는 도착장소의 지정된 터미널에서 도착한 운송수단 상에서 한차례 양육된 채로 매수인의 임의 처분하에 적치 된 때 인도가 완료되는 것을 의미한다. “터미널”은 지붕 유무에 관계없이 부두, 창고, 컨테이너 야드 또는 도로/철도/항공 화물 터미널과 같은 모든 장소를 포함한다. 매도인은 지정된 도착항 또는 도착장소의 터미널까지 물품을 운송하고 그 곳에서 양육하는데 수반되는 모든 위험을 부담한다.

위험의 분기점 : 매도인이 합의된 기간 내에 목적지의 항고 또는 장소의 터미널에 도착한 운송수단으로부터 양화한 물품을 매수인의 임의의 처분상태로 둘 때
비용의 분기점 : 위험의 분기점과 일치함
*****  INCOTERMS 2020에서는 삭제됨 /  DPU (Delivered at Place Unloaded) : 도착지 양하인도 신설 *****

DAP - Delivered At Place (도착장소인도)
DAP 조건은 지정된 도착지에서 양육준비를 마친 상태로, 도착한 운송수단 상에서 매수인의 임의처분하에 적치될 때 인도하는 것을 의미한다. 매도인은 지정된 장소까지 물품을 운송하는데 필요한 모든 비용과 위험을 부담한다. 당사자들은 가능한 한 정확하게, 매도인이 비용을 부담해야 하는 합의된 도착장소 내의 지점을 특정해야 한다. 매도인은 상기 선택 지점에 정확하게 일치하는 운송계약을 체결할 필요가 있다. 만약 매도인이 지정된 도착장소에서 양육과 관련하여 운송계약상 비용을 부담해야 한다 하더라도, 당사자간 별도 합의가 없는 한, 매도인은 그러한 비용을 매수인으로부터 반환받을 권리는 없다.

위험의 분기점 : 매도인이 합의된 기간 내에 목적지의 합의된 지점에서 양화를 위하여 준비된 도착 운송수단상에서 물품을 매수인의 임의처분상태로 둘 때
비용의 분기점 : 위험의 분기점과 일치함

DDP - Delivered Duty Paid (관세지급인도)
DDP 조건은 수입통관된 물품이 지정된 도착지에서 양육준비를 마친 상태로, 도착한 운송수단 상에서 매수인의 임의처분하에 적치될 때 인도하는 것을 의미한다. 매도인은 도착지까지 물품을 운송하는데 필요한 모든 비용과 위험을 부담하며, 물품의 수출통관뿐 아니라 수입통관의 의무가 있으며, 수출과 수입을 위한 모든 관세 및 세관절차 이행의 의무가 있다. DDP는 매도인에게 가장 최대 의무를 나타낸다.

위험의 분기점 : 매도인이 합의된 기간 내에 목적지의 합의된 지정 목적지에서 양하를 위해 준비된 운송수단상에서 수입통관된 물품을 매수인의 임의처분하에 둘 때
비용의 분기점 : 위험의 분기점과 일치함 

## 인코텀스 요약
아래의 표에서 "예"는 매도인이 비용을 부담하며, "아니오"는 매수인의 부담을 뜻한다. 운송에 대한보험계약이 명시되지 않은 경우 보험에 대한 부담은 해당 운송 시점에 매수인과 매도인 중에 누가 물품의 소유권을 지니고 있는지에 따른다. 예를 들어, 특정 구간에서 CIF나 CIP 조건이 매도인이 보험을 부담하는데에 반해, CFR의 경우 매수인이 부담한다.
| 인코텀즈 | 용어의미                                                 | 차량 적재 | 수출 통관 | 수출항까지 운송 | 수출항에서 차량으로부터 양하 | 수출항에서의 선적 | 수입항으로 운송 | 수입항에서의 양하 | 수입항에서 차량에 적재 | 목적지까지 운송 | 보험   | 수입 통관 | 수입 관세 |
| EXW      | Ex Works (공장인도)                                      | 아니요    | 아니요    | 아니요          | 아니요                       | 아니요            | 아니요          | 아니요            | 아니요                 | 아니요          | 아니요 | 아니요    | 아니요    |
| FCA      | Free Carrier (운송인 인도조건)                           | 예        | 예        | 예              | 아니요                       | 아니요            | 아니요          | 아니요            | 아니요                 | 아니요          | 아니요 | 아니요    | 아니요    |
| FAS      | Free Alongside Ship (선측 인도조건)                      | 예        | 예        | 예              | 예                           | 아니요            | 아니요          | 아니요            | 아니요                 | 아니요          | 아니요 | 아니요    | 아니요    |
| FOB      | Free on Board (본선 인도조건)                            | 예        | 예        | 예              | 예                           | 예                | 아니요          | 아니요            | 아니요                 | 아니요          | 아니요 | 아니요    | 아니요    |
| CFR      | Cost and Freight (운임포함인도)                          | 예        | 예        | 예              | 예                           | 예                | 예              | 예                | 아니요                 | 아니요          | 아니요 | 아니요    | 아니요    |
| CIF      | Cost, Insurance and Freight (운임, 보험료 포함인도)      | 예        | 예        | 예              | 예                           | 예                | 예              | 예                | 아니요                 | 아니요          | 예     | 아니요    | 아니요    |
| CPT      | Carriage Paid To (운송비 지급인도)                       | 예        | 예        | 예              | 예                           | 예                | 예              | 예                | 예                     | 예              | 아니요 | 아니요    | 아니요    |
| CIP      | Carriage and Insurance Paid to (운송비, 보험료지급 인도) | 예        | 예        | 예              | 예                           | 예                | 예              | 예                | 예                     | 예              | 예     | 아니요    | 아니요    |
| DAT      | Delivered At Terminal (도착터미널인도)                   | 예        | 예        | 예              | 예                           | 예                | 예              | 예                | 아니요                 | 아니요          | 아니요 | 아니요    | 아니요    |
| DAP      | Delivered At Place (도착장소인도)                        | 예        | 예        | 예              | 예                           | 예                | 예              | 예                | 아니요                 | 예              | 아니요 | 아니요    | 아니요    |
| DDP      | Delivered Duty Paid (관세지급인도)                       | 예        | 예        | 예              | 예                           | 예                | 예              | 예                | 예                     | 예              | 예     | 예        | 예        |

## 인코텀스 2020 개정안
10년마다 새로 개정되는 인코텀스(Incoterms)는 2020년 1월 1일부터 INCOTERMS 2020으로 바뀌었다.
이에 무역조건 및 규칙들이 변경되었는데, 그 중 D군에 관한 내용을 살펴보면 다음과 같다. 

### DAT → DPU
DAT(Delivered At Terminal)는 인코텀스 2010에 새로 신설된 조건이다. 상기 표를 보면 알듯이, DAT 조건은 매도인이 지정된 터미널에서 물품을 양하한 상태로 매수인에게 물품을 인도하는 방식이다.
만약 매수인이 터미널이 아닌 매수인이 원하는 장소까지의 물품 이동을 원할 경우, 우리는 DAT 조건이 아니라 DAP(Delivered At Place)조건을 사용해야한다. 그런데 여기서 약간의 문제가 발생한다. DAP 조건은 매도인이 지정된 장소까지 물품을 운반하지만 물품의 양하의무 조건이 포함되지 않는다. 따라서 많은 사람들이 매도인이 지정된 장소에서 물품을 양하까지 해주는 조건을 신설해 달라고 요청을 해 생긴 조건이 바로 DPU 조건이다.

### DPU - Delivered at Place Unloaded (도착지 양하인도)
목적지나 약속한 합의장소에서 수출자가 양하를 한 후 인도가 이루어지는 조건이다. 수출자는 양하 시 모든 위험과 비용을 책임진다. DAP 조건에서 매도인의 양하의무가 추가한 조건으로 순서는 'DAP - DPU - DDP'이다.
국제상공회의소(ICC)를 참고해 보면 DAT에서 DPU의 변경은 규칙의 내용을 보다 더 정확하게 반영하기 위해서임을 알 수 있다.

링크: https://iccwbo.org/resources-for-business/incoterms-rules/what-are-the-key-changes-in-incoterms-2020/ 보관됨 2020-04-28 - 웨이백 머신

## 같이 보기
- 상법
- 세관신고서
- 국제무역
- 미국통일상법전
- 국제 물품 매매 계약에 관한 유엔 협약